# Nămoloasa
Nămoloasa est une commune du județ de Galați en Roumanie.